# Washington Stecanela Cerqueira
Washington Stecanela Cerqueira, brazilski nogometaš in trener, * 1. april 1975, Brasília, Brazilija.
Za brazilsko reprezentanco je odigral 9 uradnih tekem in dosegel dva gola.